# Saint-Clair, Ardèche
Saint-Clair là một xã ở tỉnh Ardèche, vùng Auvergne-Rhône-Alpes ở đông nam nước Pháp.